# Pisonia graciliscens
Pisonia graciliscens là một loài thực vật thuộc họ Nyctaginaceae. Đây là loài đặc hữu của Polynésie thuộc Pháp.